# Danses polovtsiennes
Pour le ballet de Michel Fokine, voir Les Danses polovtsiennes.

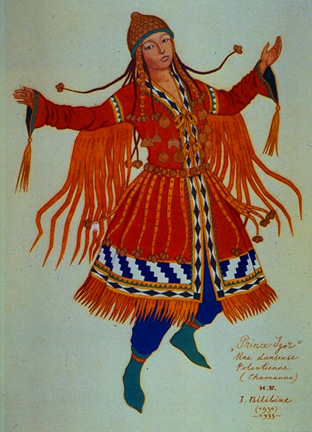
Costume d'une jeune fille polovtsienne par Ivan Bilibine

Les Danses polovtsiennes sont un ensemble de danses accompagnées d'un chœur situé au deuxième acte de l'opéra Le Prince Igor d'Alexandre Borodine.  Le nom pourrait faire référence aux Coumans, appelés « Polovtsy » par les Rus'.
La musique des Danses polovtsiennes est aussi jouée en concert, les instruments remplaçant les voix.
Ces danses dont le thème principal se trouve ci-dessous n'incluent pas la Marche polovtsienne qui ouvre l'acte III (no 18).
Dans l'opéra, les danses apparaissent dans l'acte II (à la fin de l'acte I, no 12 dans la version du théâtre Marie de Saint-Pétersbourg, CD Philips 1993). La première danse, qui n'utilise pas de chœur et qui est souvent omise lors de concerts, est la no 8 intitulée Danse des jeunes filles polovtsiennes (Пляска половецких девушек) : Presto, 6/8, F Majeur ; elle est placée directement après le chœur des jeunes filles polovtsiennes (Хор половецких девушек) qui ouvre l'acte et qui est suivi de la cavatine de Kontchakovna. Les danses à proprement parler apparaissent à la fin de l'acte.
- no 17, Danse polovtsienne avec chœur (Половецкая пляска с хором)
  - [a] Introduction : Andantino, 4/4, la majeur
  - [b] Danse glissée des jeunes filles (Пляска девушек плавная) : Andantino, 4/4, la majeur
  - [c + a] Danse sauvage des hommes (Пляска мужчин дикая) : Allegro vivo, 4/4, fa majeur
  - [d] Danse générale (Общая пляска) : Allegro, 3/4, ré majeur
  - [e] Danse des garçons (Пляска мальчиков) et 2e danse des hommes (Пляска мужчин) : Presto, 6/8, ré mineur
  - [b’ + e’] Danse glissée des jeunes filles (reprise, combinée avec une danse rapide des garçons) : Moderato alla breve, 2/2
  - [e’’] Danse des garçons et 2e danse des hommes (reprise) : Presto, 6/8, ré mineur
  - [c’ + a’’] Danse générale : Allegro con spirito, 4/4, la majeur

En tant que pièce orchestrale créée par l'un des compositeurs russes du XIXe siècle, ce travail rend une impression spectaculaire. Beaucoup d'instruments solos incluant la clarinette (dans la no 8 et dans la danse des hommes [c]) et le hautbois et le cor anglais (dans la danse des femmes [b]).

La plupart des thèmes venant du no 17 sont incorporés dans la comédie musicale Kismet (1953), le plus connu étant la danse des femmes [b], adaptée dans la chanson Stranger in Paradise. Le texte de la première strophe de cette section particulière est donnée ci-dessous.
| Cyrillique | Traduction française | Transliteration |
| --- | --- | --- |
| Улетай на крыльях ветра ты в край родной, родная песня наша, туда, где мы тебя свободно пели, где было так привольно нам с тобою. | Envole-toi sur les ailes du vent Vers notre terre natale, chanson de nos pères Vers là où nous te chantions librement, Où nous avions une telle liberté. | Uletaj na kryl'jakh vetra ty v kraj rodnoj, rodnaja pesnja nasha, tuda, gde my tebja svobodno peli, gde bylo tak privol'no nam s toboju. |

## Postérité
En 1997, la chanson Prince Igor, interprétée par Warren G et Sissel Kyrkjebø, reprend un air des Danses polovtsiennes en le mixant avec de la musique hip-hop.